# Сахул
Сахул е праисторически континент.
Предполага се, че е съществувал до края на последния ледников период и е обединявал Австралия и остров Нова Гвинея..